# Bulungu
Bulungu — вимерлий рід сумчастих ссавців із ряду бандикутоподібних. Викопні рештки знайдені в Квінсленді, Австралія. Bulungu muirheadae наразі є найстарішим викопним бандикутом.